# Сунце (ТВ филм)
„Сунце” је југословенски кратки ТВ филм из 1980. године. Режирао га је Арса Милошевић а сценарио је написао Мома Димић.

## Улоге
| Глумац            | Улога |
| ----------------- | ----- |
| Иван Бекјарев     |       |
| Светлана Бојковић |       |